# Youth crew
Youth crew (['ju: θ kru:]) — піджанр хардкор-панку, який був особливо популярним приблизно з 1986 по 1990 роки в основному в Нью-Йорку і, меншою мірою, в Лос-Анджелесі. Звук значною мірою був визначений невеликою кількістю значущих релізів Revelation Records, включаючи Youth of Today, Gorilla Biscuits, Bold і Side By Side, які привнесли більш обтяжені звучання в хардкор-панк, ніж попередні групи.
До середини 1980-х ідеологія стрейт-едж втрачала популярність, а хардкорового довбання можна було частіше почути у творчості треш-металістів, ніж панків. Але в ході історії все йде по колу. І нова, друга хвиля хардкору, була не за горами.
Ключовими фігурами хардкору кінця 1980-х вважаються хлопці з гурту Youth of Today - вокаліст Рей Каппо і гітарист Джон Порселло. «Я поза панку. Я в жорсткій музиці з позитивною ідеєю ». Так писав Рей у своєму щоденнику.

## Спосіб життя
На відміну від ранніх хардкор-груп, багато  'youth crew' -кідс вважали себе окремими від панк-року, позиціонуючи себе як контркультуру всередині контркультури.
Вони також відмовилися від «live fast, die young» моделі панку і дотримувалися більш позитивного способу життя, підтримуючи стрейт-едж і вегетаріанство.
Одні ярлики відкинули, інші придбали, але від панк-рок звучання позбутися не вдалося. Ідея ж горезвісної «позитивності» червоною ниткою проходить через тексти Youth Of Today та інших груп. Позитивні уми, чисті серця, діяти, діяти, діяти.
Youth Crew - це тусовка стрейтеджерів навколо якоїсь хардкор групи, всіляко підтримуюча її, пропагуючи свої ідеали і принципи. На музиці це відбивається потужним хоровим підспівуванням або вигуками на ключових місцях (сінгалонгі). Сам же Youth Crew hardcore став більш агресивним і жорстким, ніж попередні йому жанри панк-музики. Швидкі шматки пісні змінюються більш повільними, гойдаючими моментами.

## Зовнішній вигляд
На відміну від своїх попередників, хардкор-панків першої хвилі, у youth crew хардкорщиків був більш спортивний стиль одягу: бейсбольні куртки, толстовки з капюшонами фірми Champion, бейсболки, джинси-банани (верхня частина широка, донизу завужені), камуфляжні шорти, баскетбольне взуття брендів :  nike ,  adidas 

## Розквіт
1988 вважається роком розквіту Youth crew взагалі і Нью-Йоркського straight edge хардкору зокрема. Вживання числа 88 в Youth Crew Hardcore колах означає згадка 1988 року, що має схожість з використанням цих цифр неофашистськими угруповуваннями.
На початку 90-х наступ нью-скул хардкору породив кризу олд-скул саунду. Але починаючи з 96 року стали знову з'являтися нові youth crew групи. Старі гурти влаштовують реюніон, а сцена отримала розвиток не тільки в США і Європі, але і в самих далеких і «екзотичних» країнах.

## Відродження
У 1997 році відбулося відродження жанру завдяки таким групам як: In My Eyes, Ten Yard Fight, Floorpunch, Hands Tied, Better Than a Thousand, Battery, Atari.
Принісши в Youth Crew хардкор більше мелодійності, «revival» групи справили величезний вплив на сучасний мелодік-хардкор, найбільш яскравими представниками якого є Champion, Go It Alone, Have Heart і т.д.

## Наші дні
В наші дні youth crew хардкор залишається досить популярним у вузьких хардкор колах. Такі групи як The First Step, Get The Most, Fired Up, Mindset, Right Idea в США, Common Cause , True Colors, Jet Kids, Loud And Clear, Balance, в Європі підтримують дух Youth Crew живим.

## Див. Також
- Хардкор-панк
- Straight edge
- DIY